# Voorwerker Korfbal Club
VKC staat voor Voorwerker Korfbal Club en was de korfbalvereniging van Siegerswoude, in de Nederlandse provincie Friesland.

## Geschiedenis
Bij de oprichting op 28 maart 1929 werd de naam G en O gekozen, dat voor Genoegen en Ontspanning stond. Na 1933 gaat de korfbalvereniging verder als VKC en veranderen ook de clubkleuren van wit-zwart naar wit-rood. De hoogtijdagen van VKC liggen rond 1950, wanneer VKC tot 4 maal om het kampioenschap van Nederland speelt. Deelname hiervoor werd verkregen door eerst het kampioenschap van noorden te winnen. De beste prestatie van VKC bij het kampioenschap van Nederland is een derde plaats. In die tijd speelden regelmatig VKC'ers in het Fries twaalftal.
De accommodatie van VKC liet in de beginjaren duidelijk te wensen over, aangezien het niet meer betrof dan een stuk land, waar de koeienvlaaien voor de wedstrijd vanaf moesten worden gehaald. Maar nadat VKC eerst illegaal een kantine bouwt, krijgt het van de gemeente een stuk grond aan de huidige Ûthof, waar gebouwd mag worden. Hier komt door veel inspanning van de leden in 1988 de Ynrin te staan.
Na een terugloop in leden wordt besloten dat de vereniging ophoud te bestaan na het seizoen 2024/2025, er is op dat moment, ondanks een samenwerking met KV Oerterp, effectief maar 1 team over.